# MOON WALK
「MOON WALK」（ムーン・ウォーク）は、Cornelius（小山田圭吾）が1995年10月16日にリリースした5作目のシングルである。本作はカセットテープのみで発売された。

## 解説
- アルバム『69/96』からの先行シングル。トラットリア・メニュー68。
- オリコンチャートのカセット・チャート1位をとるために1曲入り200円で9色パターン（赤、白、黄、青、紫、緑、黄緑、ピンク、黒。ほかにプロモ盤のスケルトン仕様がある）作られたが、当時もオリコンにはカセット・シングルチャートは存在せず[注釈 1]、その目論見は失敗に終わる。
- アルバムの予告宣伝を兼ねて、当時日本で一般的なシングルCDの価格が1000円であったのに対し200円の低価格で発売されたが、一部のレコード店から設定価格が低すぎて利益が出ないという抗議があり[注釈 2]、結局1枚あたり通常のシングルCDと同程度の利益がレコード店に支払われることになった[2]。

## 収録曲
1. MOON WALK （RADIO EDIT）
  - 作詞： 小山田圭吾、ブライアン・バートンルイス　作曲・編曲： 小山田圭吾